# Comuna Balîci, Mostîska
Balîci (în ucraineană Баличі) este o comună în raionul Mostîska, regiunea Liov, Ucraina, formată din satele Balîci (reședința), Hatkî, Mali Novosilkî și Velîki Novosilkî.

## Demografie
Componența lingvistică a comunei Balîci
     Ucraineană (99,86%)
     Alte limbi (0,07%)
Conform recensământului din 2001, majoritatea populației comunei Balîci era vorbitoare de ucraineană (99,86%), existând în minoritate și vorbitori de alte limbi.